# Gianni Lepre
Gianni Lepre (* 1947 in Triest) ist ein italienischer Theater-, Film- und Fernsehregisseur.

## Leben
Lepre besuchte die Universitäten in Triest und Trient und widmete sich dann an verschiedenen Instituten der Theater- und Musikregie sowie Schauspielerei. Dabei arbeitete er auch mit Peter Brook, dem Free Theatre und dem Odin Theater von Eugenio Barba zusammen. 1972 ging er nach Tønsberg, Norwegen, wo er das Thesbiteater gründete und mit diesem über vierzig Stücke auf die Bühne brachte. Für ausländische Fernsehsender wie die BBC drehte er Kurzfilme und für die einheimische RAI war er für erfolgreiche Formate wie „Telefono giallo“, „Chi l'ha visto?“ und „Confini“ verantwortlich. In Schweden debütierte er mit zwei Filmen für das Kino (sein Erstlingswerk wurde beim Helsinki Film Festival prämiert); in seinem Heimatland setzte er die Arbeit an fiktionalen Stoffen für das Fernsehen fort.
Nach zwei weiteren Kinofilmen setzte er mit acht Beiträgen zur Krimireihe Il commissario Corso (von Diego Abatantuono dargestellt) seine erfolgreiche, bis weit ins neue Jahrtausend andauernde Karriere als Fernsehregisseur fort. Nach zahlreichen Miniserien entstand 2011 die sechsteilige Serie Rossella.
Lepre ist nicht mit dem 1948 in Neapel geborenen Unternehmer gleichen Namens zu verwechseln.

## Filmografie (Auswahl)
- 1982: Henrys bakværelse
- 1985: Landschaft in Weiß (Øye for øye)
- 1991–1992: Il commissario Corso (achtteilige Fernsehserie)
- 2011: La donna che ritorna (Fernsehserie)